# Rajgródek (rejon hajsyński)
Rajgródek (ukr. Райгород) – wieś na Ukrainie w rejonie hajsyńskim, obwodu winnickiego, nad rzeką Boh.
W 2001 roku liczyła 1001 mieszkańców.